# اوینگتون ئی. ولر
اوینگتون ئی. ولر (به انگلیسی: Ovington E. Weller) سناتور سابق عضو حزب جمهوری‌خواه ایالات متحده آمریکا بود. وی در سال ۱۹۲۱ تا ۱۹۲۷ میلادی سناتور ایالت مریلند در سنای ایالات متحده آمریکا بود.